# Meggyeskovácsi
Meggyeskovácsi [medděš-kováči] je obec v Maďarsku v župě Vas, spadající pod okres Sárvár. Nachází se v blízkosti řeky Ráby, asi 14 km jihozápadně od Sárváru, 24 km jihovýchodně od Szombathely a asi 203 km jihozápadně od Budapešti. V roce 2024 zde žilo 718 obyvatel.
Obec se původně skládala ze tří samostatných obcí: Balozsa, Meggyes (dříve Megyes) a Rábakovácsi. Ke sloučení obcí Balozsa a Meggyes došlo v roce 1889 a vznikla tím obec Balozsamegyes, ta byla v roce 1903 přejmenována na Balozsameggyes. Ke sloučení obcí Balozsameggyes a Rábakovácsi došlo dne 1. července 1970, nově vzniklá obec byla nazvána Meggyeskovácsi. Mezi osadami Balozsa a Meggyes již není zřetelná hranice, avšak od osady Rábakovácsi jsou odděleny asi 600 metrů dlouhým prostorem, v němž bylo postaveno několik budov. Kromě těchto částí patří ke katastrálnímu území také samoty Ilonapuszta a Jánosmajor.
Obcí prochází vedlejší silnice 8701, která ji spojuje s obcemi Ikervár a Rum, a vedlejší silnice 8442, která ji spojuje s obcí Csempeszkopács. V obci se nacházejí čtyři hřbitovy, kostel svatých Kosmy a Damiána a zámek Batthyány-Arz kastély.

## Sousední obce
| Růžice kompasu | Pecöl          | Megyehíd       | Ikervár        | Růžice kompasu |
| Růžice kompasu | Csempeszkopács | Sever          | Bejcgyertyános | Růžice kompasu |
| Růžice kompasu | Csempeszkopács | Meggyeskovácsi | Bejcgyertyános | Růžice kompasu |
| Růžice kompasu | Csempeszkopács | Jih            | Bejcgyertyános | Růžice kompasu |
| Růžice kompasu | Rum            |                | Kám            | Růžice kompasu |